# 7486 Hamabe
7486 Hamabe (1994 XJ1) là một tiểu hành tinh vành đai chính được phát hiện ngày 6 tháng 12 năm 1994 bởi T. Kobayashi ở Oizumi.